# István Lévai (bokser)
István Lévai  (ur. 23 czerwca 1957 w Győrze) – węgierski bokser, medalista  olimpijski z 1980.
Przegrał pierwszą walkę w wadze ciężkiej (powyżej 81 kg) na mistrzostwach świata w 1978 w Belgradzie, ulegając Tony’emu Tubbsowi ze Stanów Zjednoczonych. Wystąpił w wadzie ciężkiej (do 91 kg) na mistrzostwach Europy w 1979 w Kolonii, gdzie po wygraniu jednej walki odpadł w ćwierćfinale po porażce z Ionem Cernatem z Rumunii. W tym samym roku zdobył brązowy medal na Spartakiadzie Gwardyjskiej w Sofii. 
Zdobył brązowy medal w wadze ciężkiej (powyżej 81 kg) na letnich igrzyskach olimpijskich w 1980 w Moskwie. W turnieju olimpijskim pokonał Andersa Eklunda ze Szwecji, a w półfinale przegrał z Teófilo Stevensonem z Kuby. Przegrał w ćwierćfinale wagi superciężkiej (powyżej 91 kg) na  mistrzostwach Europy w 1981 w Tampere z Ullim Kadenem z Niemieckiej Republiki Demokratycznej, podobnie jak na mistrzostwach Europy w 1983 w Warnie (pokonał go Francesco Damiani z Włoch). Również na mistrzostwach Europy w 1987 w Turynie odpadł w ćwierćfinale tej kategorii wagowej po przegranej z Aleksanderm Jagubkinem ze Związku Radzieckiego.
Lévai sześć razy zdobywał mistrzostwo Węgier w boksie: w 1977 i 1978 w wadze ciężkiej powyżej 81 kg, w 1979 w wadze ciężkiej do 91 kg oraz w 1981, 1985 i 1986 w wadze superciężkiej (powyżej 91 kg). Był również wicemistrzem w wadze ciężkiej w 1982 i 1984 oraz w wadze superciężkiej w 1983. 